# Unité urbaine de Cambrai
L'Unité urbaine de Cambrai est une unité urbaine française centrée sur la ville de Cambrai, dans le département du Nord, en région Hauts-de-France.

## Situation géographique
L'unité urbaine de Cambrai est située au centre-est de la région des Hauts-de-France, dans le sud du département du Nord
Occupant une partie de la plaine fertile du Cambrésis, l'agglomération urbaine de Cambrai est située à l'entrée du seuil du Cambrésis qui forme un couloir facilitant les communications entre la région Nord-Pas-de-Calais et le sud, notamment vers le Bassin parisien.
L'agglomération, notamment Cambrai, est arrosée par l'Escaut qui demeure une importante voie navigable dans le nord de la France et qui y a creusé une large vallée favorisant les grands axes de communication (ferroviaire, routière et autoroutière).
Située au sud des grandes agglomérations de Valenciennes et de Douai-Lens dont elle n'est distante que d'une vingtaine de kilomètres environ, son influence urbaine s'exerce davantage dans la partie septentrionale du département limitrophe de l'Aisne.
L'unité urbaine de Cambrai est englobée dans la communauté d'agglomération de Cambrai qui rassemble 55 communes.

## Données générales
En 2010, selon l'INSEE, l'unité urbaine de Cambrai était composée de huit communes, toutes situées dans le département du Nord, plus précisément dans l'arrondissement de Cambrai.
Dans le nouveau zonage réalisé en 2020, elle est composée des huit mêmes communes.
En 2022, avec 45 812 habitants, elle représente la 8e unité urbaine du département du Nord, après la partie nordiste de l'unité urbaine de Béthune (49 764 habitants en 2020) et occupe le 17e rang dans la région Hauts-de-France.
En 2020, sa densité de population s'élève à 857 hab/km2. Par sa superficie, elle ne représente que 0,93 % du territoire départemental et, par sa population, elle regroupe 1,76 % de la population du département du Nord.

## Composition de l'unité urbaine en 2020
Elle est composée des huit communes suivantes :
| Nom                      | Code Insee | Département | Statut       | Superficie (km2) | Population (dernière pop. légale) | Densité (hab./km2) | Modifier                                    |
| ------------------------ | ---------- | ----------- | ------------ | ---------------- | --------------------------------- | ------------------ | ------------------------------------------- |
| Cambrai (ville-centre)   | 59122      | Nord        | ville-centre | 18,18            | 31 568 (2022)                     | 1 736              | modifier les données · modifier les données |
| Awoingt                  | 59039      | Nord        | banlieue     | 6,31             | 773 (2022)                        | 123                | modifier les données · modifier les données |
| Escaudœuvres             | 59206      | Nord        | banlieue     | 6,64             | 3 180 (2022)                      | 479                | modifier les données · modifier les données |
| Neuville-Saint-Rémy      | 59428      | Nord        | banlieue     | 2,37             | 3 909 (2022)                      | 1 649              | modifier les données · modifier les données |
| Proville                 | 59476      | Nord        | banlieue     | 6,31             | 3 167 (2022)                      | 502                | modifier les données · modifier les données |
| Raillencourt-Sainte-Olle | 59488      | Nord        | banlieue     | 7,09             | 2 104 (2022)                      | 297                | modifier les données · modifier les données |
| Sailly-lez-Cambrai       | 59521      | Nord        | banlieue     | 3,28             | 416 (2022)                        | 127                | modifier les données · modifier les données |
| Tilloy-lez-Cambrai       | 59597      | Nord        | banlieue     | 3,32             | 695 (2022)                        | 209                | modifier les données · modifier les données |

## Évolution démographique
Dans les limites de l'agglomération urbaine définies par l'INSEE en 2020, l'évolution démographique de l'unité urbaine de Cambrai est quelque peu contrastée reflétant les difficultés inhérentes à la ville-centre et à son économie urbaine.
Après la forte poussée démographique enregistrée entre 1968 et 1975 où l'unité urbaine de Cambrai franchit le seuil des 50 000 habitants, elle subit une perte démographique importante de 1975 à 1990 au point même de se retrouver sous le niveau de population du recensement de 1968.
Après la courte phase de stagnation de la population entre 1990 et 1999, l'unité urbaine de Cambrai entre de nouveau dans une phase de décroissance démographique depuis le nouveau siècle où sa population est nettement inférieure à celle de 1990 et se stabilisera à nouveau entre 2009 et 2016, depuis 1990, elle est passée sous le seuil des 50 000 habitants.
| 1968   | 1975   | 1982   | 1990   | 1999   | 2008   | 2013   | 2020   |
| ------ | ------ | ------ | ------ | ------ | ------ | ------ | ------ |
| 49 054 | 52 259 | 50 497 | 48 657 | 48 813 | 46 925 | 47 452 | 45 836 |

#### Données générales
- Unité urbaine
- Aire d'attraction d'une ville
- Aire urbaine (France)
- Liste des unités urbaines de France

#### Données démographiques en rapport avec l'unité urbaine de Cambrai
- Aire d'attraction de Cambrai
- Arrondissement de Cambrai

#### Données démographiques en rapport avec le Nord
- Démographie du Nord